# 羅靈福克斯鎮區 (明尼蘇達州波普縣)
羅靈福克斯鎮區（英語：Rolling Forks Township）是位於美國明尼蘇達州波普縣的一個行政鎮區。

## 地方資料
羅靈福克斯鎮區的面積為92.59平方千米，當中陸地面積為89.78平方千米，而水域面積為2.81平方千米。根據2020年美國人口普查的數據，當地共有人口118人，而人口密度為每平方千米1.27人。